# Populus intercurrens
Populus intercurrens är en videväxtart som beskrevs av Sherel Goodrich och S.L.Welsh. Populus intercurrens ingår i släktet popplar, och familjen videväxter. Inga underarter finns listade i Catalogue of Life.